# Chi Đậu rồng
Chi Đậu rồng (danh pháp: Psophocarpus) là một chi thực vật có hoa thuộc họ Fabaceae. Nó thuộc phân họ Faboideae.

## Hình ảnh

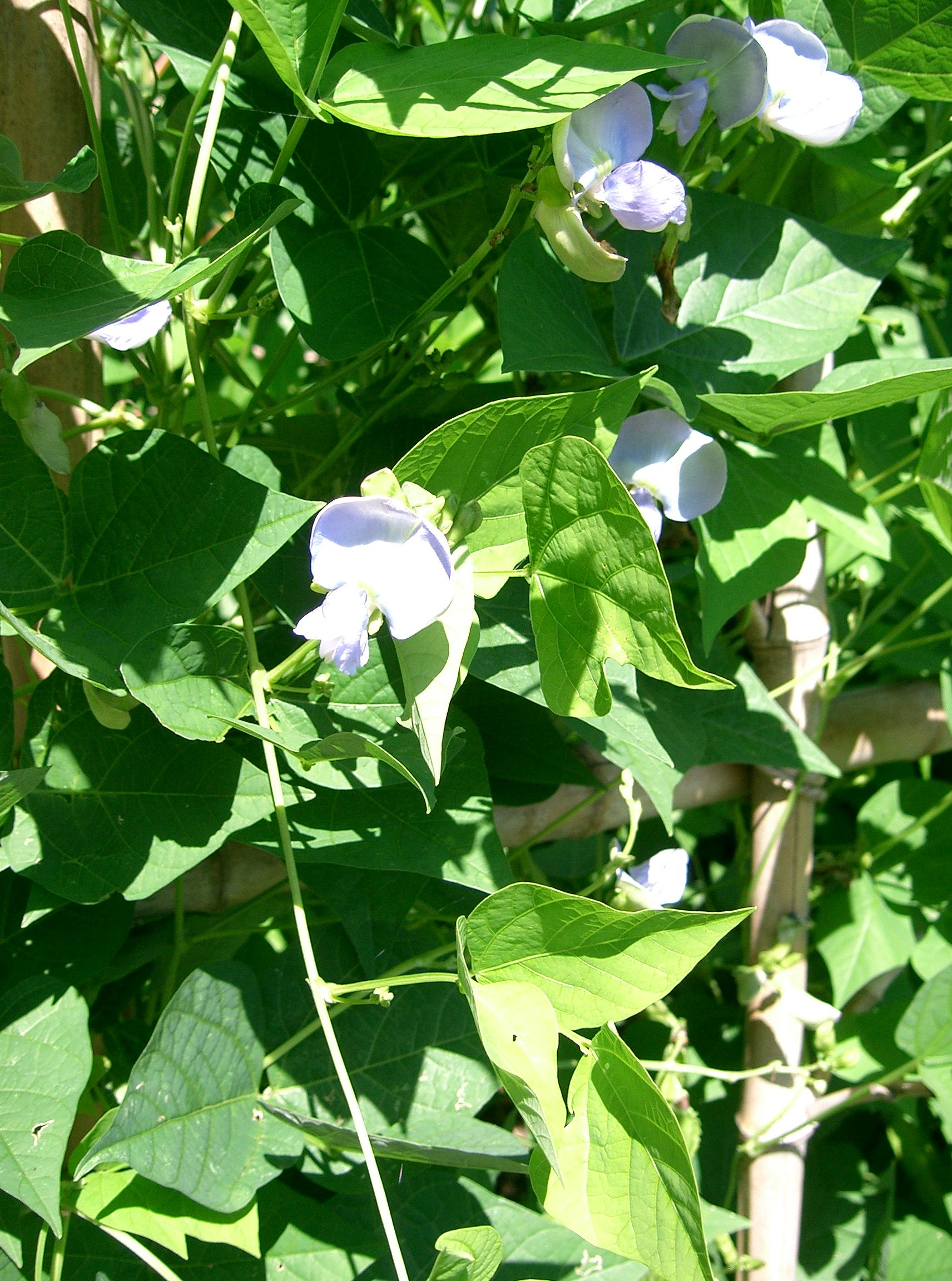
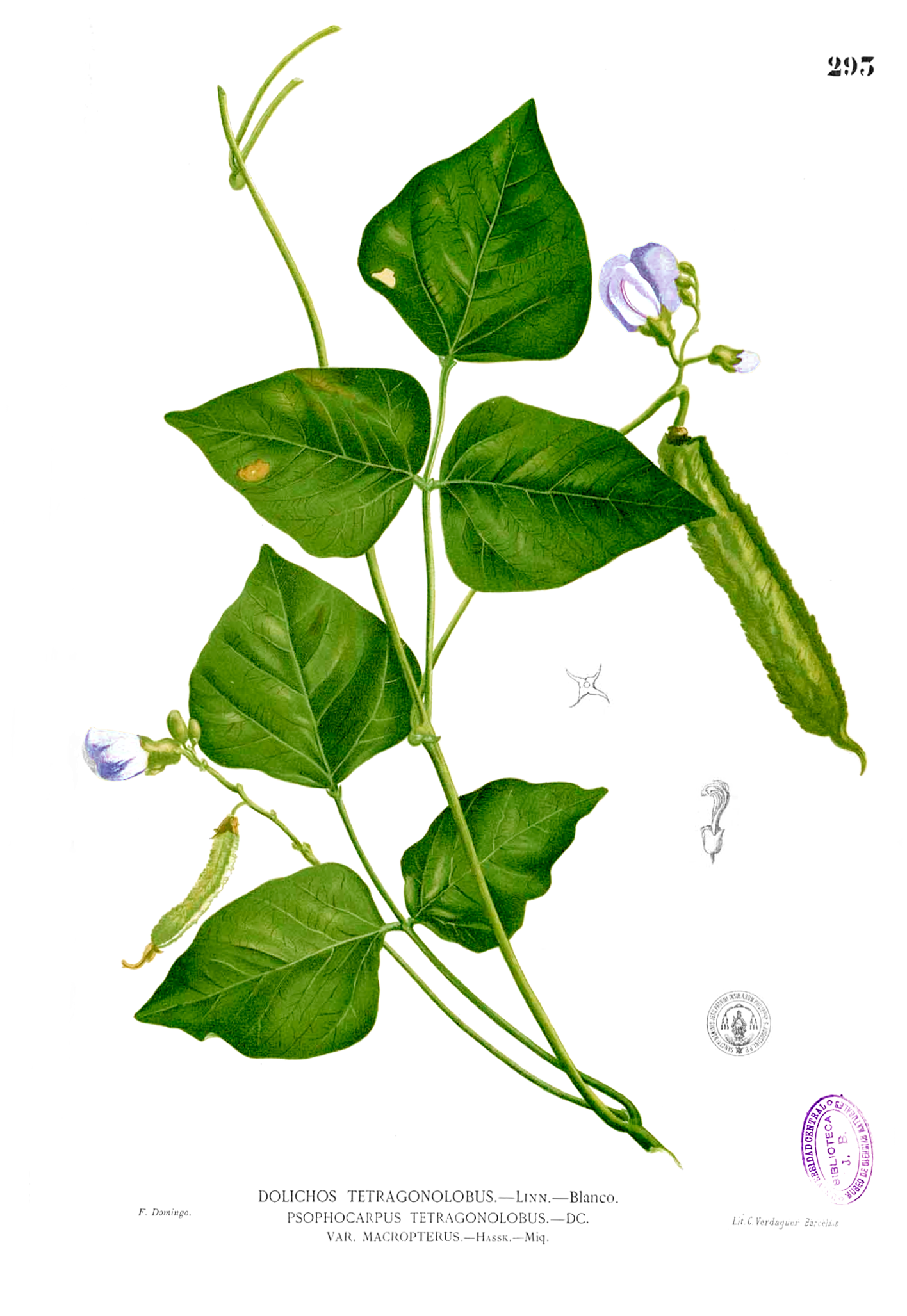
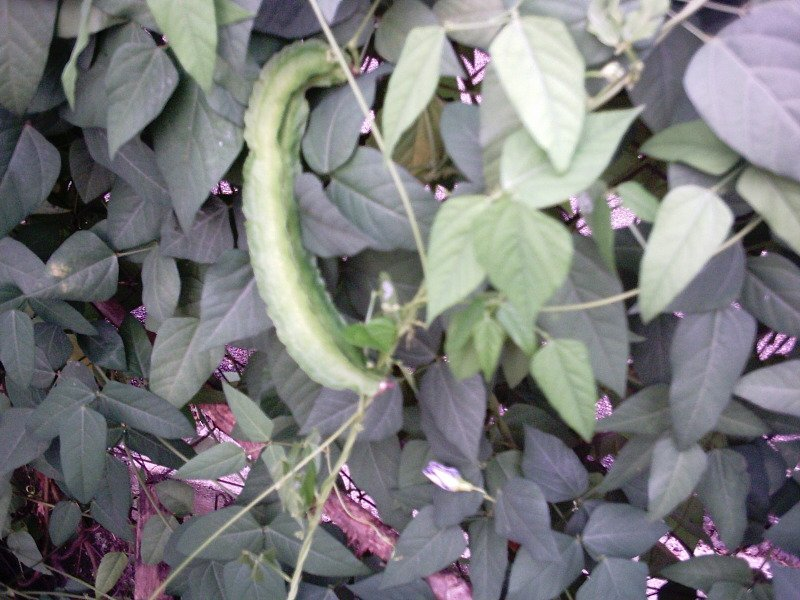
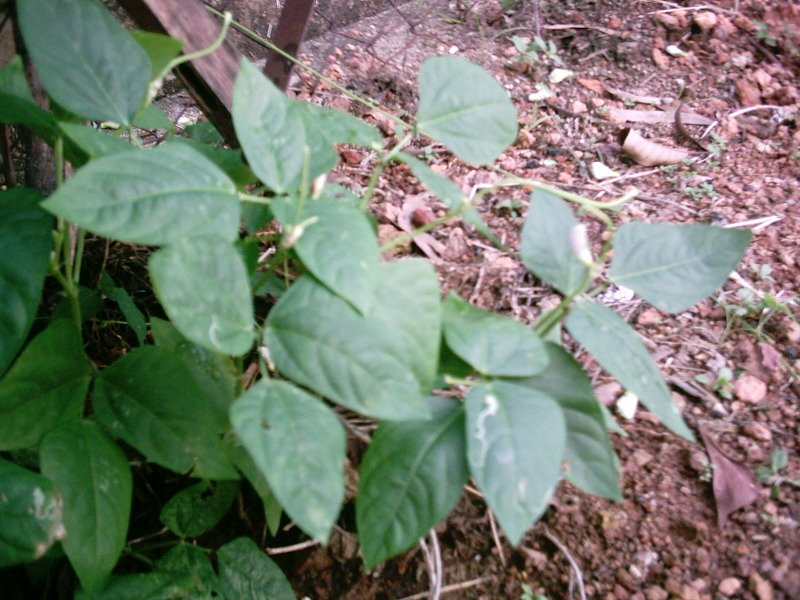